# Лига конференций УЕФА
Ли́га конфере́нций УЕФА (англ. UEFA Conference League; UECL) — ежегодное соревнование футбольных клубов, входящих в состав УЕФА. Клубы претендуют на участие в этой Лиге на основе результатов их выступления в национальных лигах и кубковых соревнованиях. Это третий уровень европейского клубного футбола после Лиги чемпионов и Лиги Европы. На ранних этапах турнир имел название «Лига Европы 2», но в сентябре 2019 УЕФА назвала третий по значимости клубный европейский турнир Лигой конференций.
Соревнование проводится с сезона 2021/22, и этот турнир фактически служит более низким уровнем Лиги Европы УЕФА. В Лиге конференций в первую очередь участвуют команды из низших по рейтингу ассоциаций-членов УЕФА.
Действующий победитель турнира — английский «Челси», обыгравший испанский «Реал Бетис» 28 мая 2025 года в финальном матче счётом 4:1.

## История
По сообщениям, УЕФА рассматривала возможность добавления соревнования третьего уровня с 2015 года, полагая, что турнир ниже уровнем, чем Лига чемпионов и Лига Европы, может стать шансом для клубов из стран-членов УЕФА с более низким рейтингом перейти на более поздние стадии, до которых они обычно не добираются в Лиге чемпионов и Лиге Европы. В середине 2018 года разговоры о скором создании турнира усилились, а источники новостей утверждали, что уже достигнута договорённость о начале соревнований и что групповой этап Лиги Европы из 48 команд будет разделён на две половины, нижняя из которых будет основой того, что станет новым соревнованием.
2 декабря 2018 года УЕФА объявила, что турнир, предварительно названный «Лига Европы 2», должен быть запущен в рамках трёхлетнего цикла соревнований 2021—2024 годов, УЕФА также добавила, что в новом турнире будет «больше матчей для большего числа клубов и ассоциаций».
Официальное название турнира — «Лига конференций УЕФА» — было объявлено 24 сентября 2019 года.
24 мая 2021 года УЕФА представил трофей и фирменный стиль конкурса.
Первый в истории гол в отборочных матчах Лиги Конференции Европы был забит 6 июля 2021 года игроком «Мосты» Эво Эмеме Христосом в матче отборочного раунда против «Спартака» Трнава.

## Формат
Формат проведения Лиги конференций не будет отличаться от Лиги чемпионов и Лиги Европы (но в отличие от Лиги чемпионов и Лиги Европы все участники группового турнира определятся по результатам квалификационных стадий). В каждом турнире сыграют по 32 команды, что позволит увеличить минимальное гарантированное представительство в трёх турнирах с 26 до 34 ассоциаций. Основная сетка турнира будет состоять из групповой стадии (8 групп по 4 клуба) и плей-офф — предварительного раунда (с участием команд, занявших второе место на групповом этапе Лиги конференций и третье место на групповом этапе Лиги Европы), 1/8, 1/4, 1/2 финала и финал. Всего в рамках турнира будут проводиться 141 матч за 15 игровых недель по четвергам, как и в Лиге Европы, количество команд группового этапа которой будет сокращено с 48 до 32. Финальный матч Лиги конференций (по плану) будет играться в среду на одной неделе с финалами других европейских клубных турниров: финал Лиги Европы — в четверг, Лиги чемпионов — в субботу. Победитель Лиги конференций будет квалифицирован в Лигу Европы в следующем сезоне.

### Распределение участников (сезоны 2021/22 — 2023/24)
|                                            |                                            | Команды, начинающие выступление с этого раунда | Команды, вышедшие с предыдущего раунда                                                                  | Команды, перешедшие из Лиги чемпионов                                                                                               | Команды, перешедшие из Лиги Европы                                                          |
| ------------------------------------------ | ------------------------------------------ | --- | --- | --- | ------------------------------------------------------------------------------------------- |
| Первый квалификационный раунд (72 команды) | Первый квалификационный раунд (72 команды) | - 26 обладателей национальных кубков в ассоциациях 30-55 - 25 команд, занявших второе место в высших футбольных лигах в ассоциациях 30-55 (кроме Лихтенштейна) - 21 команда, занявшая третье место в высших футбольных лигах в ассоциациях 29-50 (кроме Лихтенштейна) | | |                                                                                             |
| Второй квалификационный раунд              | Путь чемпионов (20 команд)                 | | | - 17 команд, выбывших в первом квалификационном раунде Лиги чемпионов - 3 команды, выбывшие в предварительном раунде Лиги чемпионов |                                                                                             |
| Второй квалификационный раунд              | Путь представителей лиг (90 команд)        | - 14 обладателей национальных кубков из ассоциаций 16-29 - 14 команд, занявших второе место в высших футбольных лигах в ассоциациях 16-29 - 16 команд, занявших третье место в высших футбольных лигах в ассоциациях 13-28 - 9 команд, занявших четвёртое место в высших футбольных лигах в ассоциациях 7-15 - 1 команда, занявшая пятое место в высшей футбольной лиге в ассоциации 6 | - 36 победителей первого квалификационного раунда                                                       | |                                                                                             |
| Третий квалификационный раунд              | Путь чемпионов (10 команд)                 | | - 10 победителей второго квалификационного раунда Пути чемпионов                                        | |                                                                                             |
| Третий квалификационный раунд              | Путь представителей лиг (52 команды)       | - 6 команд, занявших третье место в высших футбольных лигах в ассоциациях 7-12 - 1 команда, занявшая четвёртое место в высшей футбольной лиге в ассоциации 6 | - 45 победителей второго квалификационного раунда Пути представителей лиг                               | |                                                                                             |
| Раунд плей-офф                             | Путь чемпионов (10 команд)                 | | - 5 победителей третьего квалификационного раунда Пути чемпионов                                        | | - 5 команд, выбывших в третьем квалификационном раунде Пути чемпионов Лиги Европы           |
| Раунд плей-офф                             | Путь представителей лиг (34 команды)       | - 1 команда, занявшая пятое место в высшей футбольной лиге в ассоциации 5 - 4 команды, занявшие шестое место в высших футбольных лигах в ассоциациях 1-4 (от Англии это может быть обладатель Кубка лиги) | - 26 победителей третьего квалификационного раунда Пути представителей лиг                              | | - 3 команды, выбывшие в третьем квалификационном раунде Пути представителей лиг Лиги Европы |
| Групповой этап (32 команды)                | Групповой этап (32 команды)                | | - 5 победителей раунда плей-офф Пути чемпионов - 17 победителей раунда плей-офф Пути представителей лиг | | - 10 команд, выбывших в раунде плей-офф Лиги Европы                                         |
| Предварительный плей-офф (16 команд)       | Предварительный плей-офф (16 команд)       | | - 8 команд, занявших второе место в групповом этапе                                                     | | - 8 команд, занявших третье место в групповом этапе Лиги Европы                             |
| Плей-офф (16 команд)                       | Плей-офф (16 команд)                       | | - 8 команд, занявших первое место в групповом этапе - 8 победителей предварительного плей-офф           | |                                                                                             |

## Победители

### Победы в турнире по клубам
| Клуб             | Победы в финале | Поражения в финале | Годы побед в финале | Годы поражений в финале |
| ---------------- | --------------- | ------------------ | ------------------- | ----------------------- |
| Рома             | 1               | 0                  | 2022                | —                       |
| Вест Хэм Юнайтед | 1               | 0                  | 2023                | —                       |
| Олимпиакос       | 1               | 0                  | 2024                | —                       |
| Челси            | 1               | 0                  | 2025                | —                       |
| Фиорентина       | 0               | 2                  | —                   | 2023, 2024              |
| Фейеноорд        | 0               | 1                  | —                   | 2022                    |
| Реал Бетис       | 0               | 1                  | —                   | 2025                    |

### Победы в турнире по странам
| Страна     | Победители | Финалисты | Всего |
| ---------- | ---------- | --------- | ----- |
| Англия     | 2          | 0         | 2     |
| Италия     | 1          | 2         | 3     |
| Греция     | 1          | 0         | 1     |
| Нидерланды | 0          | 1         | 1     |
| Испания    | 0          | 1         | 1     |

### Количество клубов-участников Лиги конференций
| Страна                   | Клуб                    | Сезоны                             |
| ------------------------ | ----------------------- | ---------------------------------- |
| Бельгия (5)              | Гент (4)                | 2021/22, 2022/23, 2023/24, 2024/25 |
| Бельгия (5)              | Андерлехт (1)           | 2022/23                            |
| Бельгия (5)              | Брюгге (1)              | 2023/24                            |
| Бельгия (5)              | Генк (1)                | 2023/24                            |
| Бельгия (5)              | Серкль Брюгге (1)       | 2024/25                            |
| Кипр (5)                 | Анортосис (1)           | 2021/22                            |
| Кипр (5)                 | Омония (2)              | 2021/22, 2024/25                   |
| Кипр (5)                 | Аполлон (1)             | 2022/23                            |
| Кипр (5)                 | АПОЭЛ (1)               | 2024/25                            |
| Кипр (5)                 | Пафос (1)               | 2024/25                            |
| Чехия (5)                | Славия Прага (2)        | 2021/22, 2022/23                   |
| Чехия (5)                | Яблонец (1)             | 2021/22                            |
| Чехия (5)                | Словацко (1)            | 2022/23                            |
| Чехия (5)                | Виктория Пльзень (1)    | 2023/24                            |
| Чехия (5)                | Млада-Болеслав (1)      | 2024/25                            |
| Англия (4)               | Тоттенхэм Хотспур (1)   | 2021/22                            |
| Англия (4)               | Вест Хэм Юнайтед (1)    | 2022/23                            |
| Англия (4)               | Астон Вилла (1)         | 2023/24                            |
| Англия (4)               | Челси (1)               | 2024/25                            |
| Германия (4)             | Унион Берлин (1)        | 2021/22                            |
| Германия (4)             | Кёльн (1)               | 2022/23                            |
| Германия (4)             | Айнтрахт Франкфурт (1)  | 2023/24                            |
| Германия (4)             | Хайденхайм (1)          | 2024/25                            |
| Дания (4)                | Копенгаген (2)          | 2021/22, 2024/25                   |
| Дания (4)                | Раннерс (1)             | 2021/22                            |
| Дания (4)                | Силькеборг (1)          | 2022/23                            |
| Дания (4)                | Норшелланн (1)          | 2023/24                            |
| Турция (4)               | Истанбул Башакшехир (2) | 2022/23, 2024/25                   |
| Турция (4)               | Сивасспор (1)           | 2022/23                            |
| Турция (4)               | Фенербахче (1)          | 2023/24                            |
| Турция (4)               | Бешикташ (1)            | 2023/24                            |
| Армения (3)              | Алашкерт (1)            | 2021/22                            |
| Армения (3)              | Пюник (1)               | 2022/23                            |
| Армения (3)              | Ноа (1)                 | 2024/25                            |
| Австрия (3)              | ЛАСК (2)                | 2021/22, 2024/25                   |
| Австрия (3)              | Аустрия Вена (1)        | 2022/23                            |
| Австрия (3)              | Рапид Вена (1)          | 2024/25                            |
| Словения (3)             | Мура (1)                | 2021/22                            |
| Словения (3)             | Олимпия Любляна (2)     | 2023/24, 2024/25                   |
| Словения (3)             | Целе (1)                | 2024/25                            |
| Польша (3)               | Лех (1)                 | 2022/23                            |
| Польша (3)               | Легия (2)               | 2023/24, 2024/25                   |
| Польша (3)               | Ягеллония (1)           | 2024/25                            |
| Сербия (3)               | Партизан (2)            | 2021/22, 2022/23                   |
| Сербия (3)               | Чукарички (1)           | 2023/24                            |
| Сербия (3)               | ТСЦ (1)                 | 2024/25                            |
| Швейцария (3)            | Базель (2)              | 2021/22, 2022/23                   |
| Швейцария (3)            | Лугано (2)              | 2023/24, 2024/25                   |
| Швейцария (3)            | Санкт-Галлен (1)        | 2024/25                            |
| Нидерланды (3)           | АЗ (3)                  | 2021/22, 2022/23, 2023/24          |
| Нидерланды (3)           | Фейеноорд (1)           | 2021/22                            |
| Нидерланды (3)           | Витесс (1)              | 2021/22                            |
| Израиль (3)              | Маккаби Тель-Авив (2)   | 2021/22, 2023/24                   |
| Израиль (3)              | Маккаби Хайфа (1)       | 2021/22                            |
| Израиль (3)              | Хапоэль Беэр-Шева (1)   | 2022/23                            |
| Франция (3)              | Ренн (1)                | 2021/22                            |
| Франция (3)              | Ницца (1)               | 2022/23                            |
| Франция (3)              | Лилль (1)               | 2023/24                            |
| Испания (2)              | Вильярреал (1)          | 2022/23                            |
| Испания (2)              | Реал Бетис (1)          | 2024/25                            |
| Словакия (2)             | Слован Братислава (3)   | 2021/22, 2022/23, 2023/24          |
| Словакия (2)             | Спартак Трнава (1)      | 2023/24                            |
| Румыния (2)              | ЧФР Клуж (2)            | 2021/22, 2022/23                   |
| Румыния (2)              | ФКСБ (1)                | 2022/23                            |
| Италия (2)               | Фиорентина (3)          | 2022/23, 2023/24, 2024/25          |
| Италия (2)               | Рома (1)                | 2021/22                            |
| Норвегия (2)             | Будё-Глимт (2)          | 2021/22, 2023/24                   |
| Норвегия (2)             | Молде (2)               | 2022/23, 2024/25                   |
| Украина (2)              | Заря (2)                | 2021/22, 2023/24                   |
| Украина (2)              | Днепр-1 (1)             | 2022/23                            |
| Греция (2)               | ПАОК (2)                | 2021/22, 2023/24                   |
| Греция (2)               | Панатинаикос (1)        | 2024/25                            |
| Болгария (2)             | ЦСКА София (1)          | 2021/22                            |
| Болгария (2)             | Лудогорец (1)           | 2023/24                            |
| Исландия (2)             | Брейдаблик (1)          | 2023/24                            |
| Исландия (2)             | Викингур (1)            | 2024/25                            |
| Шотландия (2)            | Харт оф Мидлотиан (2)   | 2022/23, 2024/25                   |
| Шотландия (2)            | Абердин (1)             | 2023/24                            |
| Босния и Герцеговина (2) | Зриньски (1)            | 2023/24                            |
| Босния и Герцеговина (2) | Борац (1)               | 2024/25                            |
| Казахстан (2)            | Кайрат (1)              | 2021/22                            |
| Казахстан (2)            | Астана (2)              | 2023/24, 2024/25                   |
| Португалия (1)           | Витория Гимарайнш (1)   | 2024/25                            |
| Финляндия (1)            | ХИК (3)                 | 2021/22, 2023/24, 2024/25          |
| Косово (1)               | Балкани (2)             | 2022/23, 2023/24                   |
| Азербайджан (1)          | Карабах (1)             | 2021/22                            |
| Эстония (1)              | Флора (1)               | 2021/22                            |
| Северная Ирландия (1)    | Ларн (1)                | 2024/25                            |
| Молдова (1)              | Петрокуб (1)            | 2024/25                            |
| Гибралтар (1)            | Линкольн Ред Импс (1)   | 2021/22                            |
| Латвия (1)               | РФС (1)                 | 2022/23                            |
| Лихтенштейн (1)          | Вадуц (1)               | 2022/23                            |
| Литва (1)                | Жальгирис (1)           | 2022/23                            |
| Ирландия (1)             | Шемрок Роверс (2)       | 2022/23, 2024/25                   |
| Швеция (1)               | Юргорден (2)            | 2022/23, 2024/25                   |
| Хорватия (1)             | Динамо Загреб (1)       | 2023/24                            |
| Фарерские острова (1)    | КИ Клаксвик (1)         | 2023/24                            |
| Венгрия (1)              | Ференцварош (1)         | 2023/24                            |
| Уэльс (1)                | Нью-Сейнтс (1)          | 2024/25                            |
| Беларусь (1)             | Динамо Минск (1)        | 2024/25                            |

## Лучшие бомбардиры

### По сезонам
| Сезон   | Игрок          | Страна    | Клуб               | Голы |
| ------- | -------------- | --------- | ------------------ | ---- |
| 2021/22 | Сирил Дессерс  | Нигерия   | Фейеноорд          | 10   |
| 2022/23 | Зеки Амдуни    | Швейцария | Базель             | 7    |
| 2022/23 | Артур Кабрал   | Бразилия  | Фиорентина         | 7    |
| 2023/24 | Аюб Эль-Кааби  | Марокко   | Олимпиакос (Пирей) | 11   |
| 2024/25 | Афимику Пулулу | Ангола    | Ягеллония          | 8    |